# عامر السبيعي
 عامر سبيعي  (1958 - 19 أكتوبر 2015) ممثل سوري، وابن فنان الشعب رفيق سبيعي، والأخ الأكبر لسيف الدين سبيعي. أدى الكثير من الأدوار منها أبو نيزك في مسلسل الدبور الجزء الأول والثاني، ودور عمر أفندي في مسلسل أهل الراية، ودور بسام أفندي في حمام القيشاني.

## أعماله
- مسلسل مرايا 2006
- وادي المسك
- الحب المزيف
- مأساة فتاة شرقية
- قوس فرح
- حمام القيشاني
- بيت جدي2 (شام العدية)
- الدبور
- أهل الراية
- عشتار
- رجاها
- مرايا
- رجل الأحلام
- أولاد القميرية
- الحصرم الشامي (مسلسل)
- الدوامة
- الخبز الحرام
- أبو جانتي ملك التاكسي
- الأميمي
- زمن البرغوت
- الولادة من الخاصرة ج2

## مع الثورة السورية
اتخذ موقفاً سياسياً مناقضاً لأبيه وأخيه، بتأييد الثورة السوريّة، ما دفعه للخروج من البلاد خلال شهر نيسان/ إبريل 2013، وأقام بمصر حتى وفاته.
في أكثرِ من لقاءٍ صحفي أعقب خروجه من سوريا؛ أكّد عامر السبيعي تأييده للثورة منذ قيامها، لكنّه لم يفصح عن هذا التأييد، مواصلاً حياته وعمله الفنّي، لحين تعرّض للاختطاف على يد أحد فصائل المعارضة المسلحّة، قال وقتها إنّها «جبهة النصرة»، التي أطلقت سراحه بتدخلٍ من «الجيش الحر» بعد تأكدهم من كونه معارض. واعتبر الراحل هذه الحادثة بحسب قوله في أحد اللقاءات الصحفية: «بمثابة إشارة من الله أنني يجب علي الالتحاق بالثورة، وأن أنفض عني غبار الخنوع، فالحقيقة جبهة النصرة، ما هي إلا للدفاع عن المظلومين...»، وتوجّه لهم بالشكر «لأنهم كانوا سبباً في اتخاذ قرار الانشقاق والتزامي بعبادة الله.»
وبدا عامر عاتباً على أبيه، لأنّه لم يسأل عنه بعد اختطافه أو خروجه، وأسِفَ لأنه لم يستطع إقناع أبيه وأخيه باتخاذ موقفٍ سياسي مشابه لموقفه، مؤكداً على حريّتهما فيما يتخذونه من مواقف، لكنّه بالمقابل أعرب عن حزنه لكونهما تنكرا له بسبب قناعاته السياسية.
ألّف، وغنى للثورة السوريّة أغانٍ مثل: «دبحوا الولد» «يا ويل يا ويل» و«صار بدها حل». كما تناقل المعارضون السوريون على نطاق واسع الأغنية التي هاجم فيها أمين عام حزب الله اللبناني، حسن نصر الله، بسبب تدخل حزبه في القتال بسوريا، واصفاً إياه بـ«حسن زميرة». وسبق له أن انتقد الكثير من النجوم في بلده، مثل ياسر العظمة الذي قال عنه إنه «تناساه» ولم يشركه بأعماله بسبب مواقفه، إلى جانب سخريته مؤخرا من دريد لحام بعد زيارته للسفارة الروسية.

## وفاته
توفي في 19 أكتوبر 2015 في أحد مستشفيات مدينة (6) أكتوبر بمحافظة الجيزة في مصر التي يقيم فيها منذ سنوات.

## روابط خارجية
- عامر السبيعي على موقع قاعدة بيانات الأفلام العربية